# 高葆英
高葆英（1937年—），女，陕西泾阳人，中国纺织工程师，曾任民革甘肃省委副主委，第六、七、八届全国政协委员。